# Андрійчук Юлія Юріївна
Ю́лія Ю́ріївна Андрійчу́к (нар. 17 травня 1992, Київ, Україна) — українська гандболістка, яка грає за турецький клуб «Ардешен» і збірну України. Майстер спорту України. Учасниця чемпіонату світу 2023 року. Виступає на позиції лівої півсередньої.

## Кар'єра
Вихованка СДЮШОР № 2 (Київ), перший тренер — Людмила Бобрусь. Кидкова рука — права. Займається гандболом з 7 років. У 2006 році у складі команди Києва брала участь у турнірі гандболісток 1992 р.н. і молодше, що проходив у Мінську. Вже тоді гру Андрійчук виділяли експерти.
Професійну кар'єру розпочала у клубі «Податковий університет». У 2009 році отримала звання майстер спорту України за 3-те місце у чемпіонаті України. У 2013 році закінчила Національний університет державної податкової служби України. У сезоні 2011/12 у вирішальному матчі, який визначав долю срібних нагород чемпіонату, закинула 10 голів у ворота «Карпат» (Ужгород). За час своїх виступів в Україні постійно фігурувала у списку найкращих гандболісток країни.
З липня 2013 року почала виступи за «Лада» (Тольятті), з якою виграла Кубок ЄГФ.
8 липня 2014 року підписала контракт з клубом «Гомель». В першому турі Балтійської ліги закинула 7 м'ячів у двох зустрічах. У матчах чемпіонату Білорусі проти «Вітебськ-Ганни» закинула 5 м'ячів, проти «Березини» — 3, а проти «Бєрєстьє» — 10 голів. Разом з білоруською командою виграла Кубок Білорусі, закинувши у фіналі 7 м'ячів.
У 2015 році перейшла в турецький «Ардешен».
За збірну України дебютувала у 2011 році. У цьому ж році разом зі збірною України (U-19) пробилася на чемпіонат Європи. У 2012 році була капітаном молодіжної збірної України (U-20) у відборі на чемпіонат світу.
У 2013 році у складі збірної України з пляжного гандболу взяла участь у чемпіонаті Європи.

## Титули і досягнення
Срібний призер чемпіонату України: 2011/12

 Бронзовий призер чемпіонату України (3): 2008/09, 2009/10, 2010/11

 Срібний призер чемпіонату Білорусі: 2014/15
- Володар Кубка Білорусі: 2014/15

 Срібний призер Балтійської ліги: 2014/15

- Володар Кубка Турчина: 2013[18]

## Статистика виступів
| Клуб                   | Сезон             | Ліга | Ліга | Ліга  | Кубок | Кубок | Кубок | Єврокубки | Єврокубки | Єврокубки | Всього | Всього | Всього |
| Клуб                   | Сезон             | Ігри | Голи | Штраф | Ігри  | Голи  | Штраф | Ігри      | Голи      | Штраф     | Ігри   | Голи   | Штраф  |
| ---------------------- | ----------------- | ---- | ---- | ----- | ----- | ----- | ----- | --------- | --------- | --------- | ------ | ------ | ------ |
| Податковий університет | 2008/09           | ?    | ?    | ?     | 0     | 0     | 0     | 4 (КВ)    | 4         | 0         | ?      | ?      | ?      |
| Податковий університет | 2009/10           | 31   | 146  | ?     | 0     | 0     | 0     | 4 (КВ)    | 12        | 2         | 35     | 158    | ?      |
| Податковий університет | 2010/11           | ?    | ?    | ?     | ?     | ?     | ?     | 2 (КВК)   | 8         | 0         | ?      | ?      | ?      |
| Податковий університет | 2011/12           | 30   | 186  | ?     | ?     | ?     | ?     | 4 (КВ)    | 31        | 4         | 34     | 217    | ?      |
| Податковий університет | 2012/13           | 36   | 284  | ?     | ?     | ?     | ?     | 0         | 0         | 0         | ?      | ?      | ?      |
| Податковий університет | Всього            | ?    | ?    | ?     | ?     | ?     | ?     | 14        | 55        | 6         | ?      | ?      | ?      |
| Лада                   | 2013/14           | 6    | 12/6 | 0     | 0     | 0     | 0     | 2         | 3/1       | 4         | 8      | 15/7   | 4      |
| Лада                   | Всього            | 6    | 12/6 | 0     | 0     | 0     | 0     | 2         | 3/1       | 4         | 8      | 15/7   | 4      |
| Гомель                 | 2014/15           | 26   | 135  | ?     | ?     | ?     | ?     | 2 (КЄГФ)  | 13        | 0         | ?      | ?      | ?      |
| Гомель                 | Всього            | 26   | 135  | 0     | 0     | 0     | 0     | 2         | 13        | 0         | ?      | ?      | ?      |
| Ардешен                | 2015/16           | 18   | 55   | ?     | 0     | 0     | 0     | 6 (КВК)   | 22        | 4         | 24     | 77     | ?      |
| Ардешен                | Всього            | 18   | 55   | ?     | 0     | 0     | 0     | 6         | 22        | 4         | 24     | 77     | ?      |
| Всього за кар'єру      | Всього за кар'єру | ?    | ?    | ?     | ?     | ?     | ?     | 24        | 93        | 14        | ?      | ?      | ?      |